# Eleição presidencial no Brasil em 2002
A eleição presidencial de 2002 no Brasil foi realizada em dois turnos. O primeiro aconteceu em 6 de outubro de 2002, e o segundo em 27 de outubro de 2002, ambos em domingos. Foi a 4.ª eleição presidencial do país após a promulgação Constituição Federal de 1988. Após três tentativas frustradas, Luiz Inácio Lula da Silva, do Partido dos Trabalhadores (PT), conseguiu eleger-se presidente com quase 53 milhões de votos, tornando-se o segundo presidente mais votado do mundo à época, atrás apenas de Ronald Reagan na eleição estadunidense de 1984.
Foi a primeira e única vitória do PT e, consequentemente, de Lula nos estados de São Paulo e Santa Catarina em eleições presidenciais.

## Contexto histórico
Durante o segundo mandato do presidente Fernando Henrique Cardoso, do Partido da Social Democracia Brasileira (PSDB), uma grave crise econômica acometeu o Brasil. Iniciando-se logo após as eleições de 1998 como uma crise cambial, ela resultou em queda na taxa de crescimento, desemprego e aumento da dívida pública.
Fernando Henrique enfrentou crises internacionais e uma crise energética que gerou o chamado "apagão elétrico", com racionamento de energia. Houve uma ruptura na política cambial até então praticada, quando em janeiro de 1999 o real sofreu uma desvalorização e o Banco Central adotou a livre flutuação do dólar, o que contribuiu para o aumento das exportações e a redução da taxa de juros.
No final de 2002, Fernando Henrique foi considerado, pelas Nações Unidas, a autoridade mundial que mais se destacou naquele ano no campo do desenvolvimento humano. Também ocorreram, algumas reformas no setor da Educação, sendo aprovadas no ano de 1996 as Leis de Diretrizes e Bases para a Educação (LDB), e posteriormente foram criados os Parâmetros Curriculares para o Ensino Básico.
Numa conjuntura de desconfiança e incerteza para investimentos, muitos investidores temiam as medidas a serem tomadas por um candidato de esquerda caso este ganhasse a eleição. De fato, aconteceu de Lula (PT) ascender nas pesquisas de intenção de voto e o chamado risco Brasil, índice que mede a confiança dos investidores no país, subir. Foi adotado então por alguns economistas e comentaristas políticos o termo "risco Lula", indicando que se este candidato ganhasse a eleição, a economia do país poderia falir. Lula viu-se obrigado a assinar um texto, que ficou conhecido como Carta aos Brasileiros, prometendo que, caso ganhasse a disputa, não tomaria medidas que representassem grandes mudanças na política econômica brasileira, o que decepcionou setores da esquerda brasileira.

## Definição das candidaturas
Durante meses, foi travada uma intensa batalha nos bastidores para definir o candidato oficial do governo. No partido do então presidente, a disputa envolveu o ex-governador do Ceará, Tasso Jereissati, e o então ministro da Saúde, José Serra, sendo que este último prevaleceu na disputa. O ministro da educação, Paulo Renato de Souza, também esboçou uma candidatura, mas acabou desistindo a favor de Serra. O ministro da Fazenda Pedro Malan chegou a ser cogitado, mas foi descartado depois do veto de Mário Covas.
O presidente FHC chegou a declarar que Tasso poderia ser o "melhor candidato", porém o ministro Serra seria um "melhor presidente", principalmente após as críticas feitas pelo governador cearense contra a política econômica do Governo FHC no Fórum Econômico Mundial em Davos.
Enquanto o pré-candidato Tasso defendia a realização de prévias e maior aliança com ACM e com o PFL (atual União Brasil) na disputa pela Presidência do Senado e da Câmara, o pré-candidato Serra formava um grupo governista junto ao PMDB que conseguiu importantes vitórias nas disputas pela presidência das Casas legislativas. Serra teria ajudado a reconduzir o senador cearense Sérgio Machado como líder do PSDB no Senado, sendo que Machado já era na época considerado um adversário de Tasso na política cearense. Enquanto Tasso engajou-se pessoalmente na eleição de Antônio Carlos Magalhães para presidente do Senado, o ministro Serra - em conjunto com o Presidente FHC - apoiou o candidato Jader Barbalho do PMDB.
Em dezembro do ano 2000, a Folha de S.Paulo apontou Tasso como o candidato favorito de Antônio Carlos Magalhães, do PFL, e também como o candidato apoiado pelo governador de São Paulo, Mário Covas (que teria sido pré-candidato antes de descobrir o retorno do câncer) enquanto Serra seria o preferido do presidente Fernando Henrique Cardoso e também do PMDB. Tasso era visto como o governador que venceu o coronelismo do Ceará e seria opção de uma agenda mais liberal diante das ideias mais à esquerda do outro pré-candidato, José Serra.
Pelo Partido do Movimento Democrático Brasileiro (PMDB), Itamar Franco, ex-presidente e então governador de Minas Gerais, foi cotado como candidato, mas havia bastante resistência de grupos de seu próprio partido por verem Itamar como oposicionista ao governo FHC e isto inviabilizou uma possível candidatura de sua parte. A cúpula nacional do partido preferia que o candidato fosse alguém aliado ao governo federal. Os principais cotados eram o senador Pedro Simon e o ex-presidente da Câmara Michel Temer. O PMDB acabou coligando-se com o PSDB e ocupou a vaga de vice na chapa com a deputada federal capixaba Rita Camata.
O Partido da Frente Liberal (PFL), que fazia parte da base aliada do governo federal, tinha na então governadora do Maranhão, Roseana Sarney, uma candidata muito forte. Roseana chegou a esbarrar em Lula nas primeiras pesquisas de intenção de voto. Entretanto, Roseana viu-se obrigada a desistir da disputa após a deflagração da Caso Lunus pela Polícia Federal revelar supostos esquemas de corrupção envolvendo o governo maranhense na empresa de seu marido. O delegado responsável pela operação foi flagrado enviando um fax para o Palácio da Alvorada, o que trouxe a suspeita de que a operação foi gerada pela equipe do presidente para enfraquecer uma possível candidatura da governadora e, consequentemente, favorecer Serra, o candidato de seu partido. Serra nega veementemente esta hipótese até hoje. Os grandes nomes do PFL acabaram por apoiar Serra. Após isso, o clã Sarney passou a apoiar Lula. Roseana viria a ser uma das principais líderes do governo Lula no Senado Federal.
Após três tentativas frustradas, o PT lançou Lula mais uma vez à presidência. Assim como nas eleições anteriores, seu nome não sofreu muita resistência dentro do PT. Lula venceu o senador Eduardo Suplicy, por uma vantagem de 84,4% nas prévias do partido. Entretanto, esta foi a primeira vez que Lula precisou disputar prévias para sair candidato pela legenda. Ao contrário das outras eleições, o PT se coligou com partidos mais moderados, como o Partido Liberal (PL) e o Partido da Mobilização Nacional (PMN). Também obteve o apoio de grupos ligados a outros partidos mais moderados, como o Partido Progressista (PP), o Partido Trabalhista Brasileiro (PTB, atual PRD) e o PMDB, onde obteve, entre outros, apoio do grupo ligado à família Sarney, conforme afirmado acima. Entretanto, deve-se notar que, ao mesmo tempo, os dois partidos autodenominados comunistas do país (PCB e PCdoB) fizeram parte da coligação que elegeu Lula presidente. O governo Lula tomaria medidas que foram definidas como lulismo, aliando interesses liberais e progressistas, o que decepcionaria setores mais fiéis à esquerda e causaria o rompimento do grupo ligado à senadora Heloísa Helena com o PT, que formaria o Partido Socialismo e Liberdade (PSOL).
Assim como na eleição anterior, o Partido Popular Socialista (PPS, atual Cidadania) lançou à presidência Ciro Gomes, ex-governador do Ceará, que já havia passado por PDS (atual Progressistas), PMDB e PSDB durante sua trajetória política. Ciro que já havia sido prefeito, governador e ministro da fazenda no governo Itamar Franco, durante a desafiadora fase de transição para o plano real, havia ganhado notoriedade algum tempo antes das eleições graças a seus posicionamentos fortes e sua vasta bagagem política apesar da jovem idade. A coligação de Ciro, por incluir os dois maiores partidos do país autointitulados defensores do trabalhismo (PDT e PTB), foi chamada de "Frente Trabalhista". Tasso Jereissati, preterido em seu partido, apoiou Ciro, seu afilhado político. Apesar das críticas colocadas no primeiro turno, Ciro, por maior convergência de valores, apoiou Lula no segundo e mais tarde, foi o responsável pela pasta de Integração Nacional durante o primeiro mandato deste.
O Partido Socialista Brasileiro (PSB) lançou à presidência o então governador do Rio de Janeiro, Antony Garotinho, recém-saído do PDT e que havia começado sua trajetória política no PT. Esta foi a primeira vez em treze anos que o PSB não se coligou com o PT e o PCdoB ao redor do nome de Lula. A coligação foi composta pelos pequenos PTC (antigo PRN e atual Agir), que elegeu Fernando Collor de Mello em 1989) e PGT (que mais tarde seria incorporado ao PL). No segundo turno, Garotinho primeiramente hesitou, mas, sofrendo pressão de outros membros dos partidos de sua coligação, acabou declarando apoio a Lula. No ano seguinte às eleições, Garotinho trocou o PSB pelo PMDB, tendo permanecido nem quatro anos na legenda e utilizando-a apenas com claros propósitos eleitorais. No novo partido, se tornou ferrenho opositor do governo Lula, chegando a declarar que o presidente é um "desgraçado". Entretanto, após ficar isolado com a eleição de Sérgio Cabral para o governo do Rio, acabou se aliando a Lula mais uma vez.
Entre os partidos pequenos, o Partido de Reedificação da Ordem Nacional (PRONA, que futuramente seria incorporado ao PL em 2006), apesar de ter conseguido o terceiro lugar na disputa pela presidência de 1994 com Enéas Carneiro, decidiu não lançar a candidatura deste. Ao invés disso, Carneiro concorreu para deputado federal por São Paulo e acabou se tornando o mais votado da história do país para o cargo. Duas dissidências do PT, o Partido da Causa Operária (PCO) e o Partido Socialista dos Trabalhadores Unificado (PSTU), lançaram Rui Costa Pimenta e José Maria de Almeida, seus principais nomes, respectivamente, para a disputa.

## Candidatos
Nota: a tabela a seguir está organizada por ordem alfabética de candidatos.
| Presidente                           | Presidente | Presidente | Cargo político anterior                    | Vice-presidente         | Vice-presidente | Vice-presidente | Coligação                                 | Número eleitoral | Tempo de horário eleitoral |
| Candidato                            | Partido    | Partido    | Cargo político anterior                    | Candidato               | Partido         | Partido         | Coligação                                 | Número eleitoral | Tempo de horário eleitoral |
| ------------------------------------ | ---------- | ---------- | ------------------------------------------ | ----------------------- | --------------- | --------------- | ----------------------------------------- | ---------------- | -------------------------- |
| Anthony Garotinho (Campanha)         |            | PSB        | Governador do Rio de Janeiro (1999–2002)   | José Antônio Figueiredo |                 | PSB             | Brasil Esperança (PSB, PGT, PTC)          | 40               | 2 minutos e 13 segundos    |
| Ciro Gomes (Campanha)                |            | PPS        | Ministro da Fazenda do Brasil (1994–1995)  | Paulinho da Força       |                 | PTB             | Frente Trabalhista (PPS, PTB, PDT)        | 23               | 4 minutos e 17 segundos    |
| José Serra (Campanha)                |            | PSDB       | Ministro da Saúde do Brasil (1998–2002)    | Rita Camata             |                 | PMDB            | Grande Aliança (PSDB, PMDB)               | 45               | 10 minutos e 24 segundos   |
| Luiz Inácio Lula da Silva (Campanha) |            | PT         | Deputado federal por São Paulo (1987–1991) | José Alencar            |                 | PL              | Lula Presidente (PT, PL, PCdoB, PMN, PCB) | 13               | 5 minutos e 19 segundos    |
| Rui Costa Pimenta (Campanha)         |            | PCO        | Sem cargo político anterior                | Pedro Paulo Pinheiro    |                 | PCO             | Sem coligação                             | 29               | 1 minuto e 23 segundos     |
| Zé Maria (Campanha)                  |            | PSTU       | Sem cargo político anterior                | Dayse Oliveira          |                 | PSTU            | Sem coligação                             | 16               | 1 minuto e 23 segundos     |

### Candidaturas indeferidas
Fonte: 
| Presidente                | Presidente | Presidente | Cargo político anterior     | Vice-presidente | Vice-presidente | Vice-presidente | Coligação     | Número eleitoral |
| Candidato                 | Partido    | Partido    | Cargo político anterior     | Candidato       | Partido         | Partido         | Coligação     | Número eleitoral |
| ------------------------- | ---------- | ---------- | --------------------------- | --------------- | --------------- | --------------- | ------------- | ---------------- |
| Pedro de Abreu Teixeira   |            | PFL        | Sem cargo político anterior | Silvio Santos   |                 | PFL             | Sem coligação | 25               |
| José Maria Botão de Abreu |            | PTDR       | Sem cargo político anterior | Sem Informação  |                 | PTDR            | Sem coligação | —                |

### Candidaturas Canceladas
| Presidente     | Presidente | Presidente | Cargo político anterior     | Vice-presidente | Vice-presidente | Vice-presidente | Coligação     | Número eleitoral |
| Candidato      | Partido    | Partido    | Cargo político anterior     | Candidato       | Partido         | Partido         | Coligação     | Número eleitoral |
| -------------- | ---------- | ---------- | --------------------------- | --------------- | --------------- | --------------- | ------------- | ---------------- |
| Roseana Sarney |            | PFL        | Sem cargo político anterior | Sem Informação  |                 | PFL             | Sem coligação | 25               |

## Debates
Durante o primeiro turno, foram realizados os seguinte debates:
| Datas          | Organização       | Mediação       | Participantes                                    | Ref.   |
| -------------- | ----------------- | -------------- | ------------------------------------------------ | ------ |
| 04 de agosto   | Rede Bandeirantes | Márcia Peltier | Anthony Garotinho, Ciro Gomes, José Serra e Lula | [ 18 ] |
| 02 de setembro | Rede Record       | Boris Casoy    | Anthony Garotinho, Ciro Gomes, José Serra e Lula | [ 19 ] |
| 03 de outubro  | Rede Globo        | William Bonner | Anthony Garotinho, Ciro Gomes, José Serra e Lula | [ 20 ] |

No segundo turno, foi realizado apenas um debate, após o cancelamento dos debates da Record e Bandeirantes:
| Datas         | Organização | Mediação       | Participantes   | Ref.   |
| ------------- | ----------- | -------------- | --------------- | ------ |
| 25 de outubro | Rede Globo  | William Bonner | José Serra Lula | [ 22 ] |

## Resultados

### Primeiro turno

Vencedores do primeiro turno por Unidade federativa.

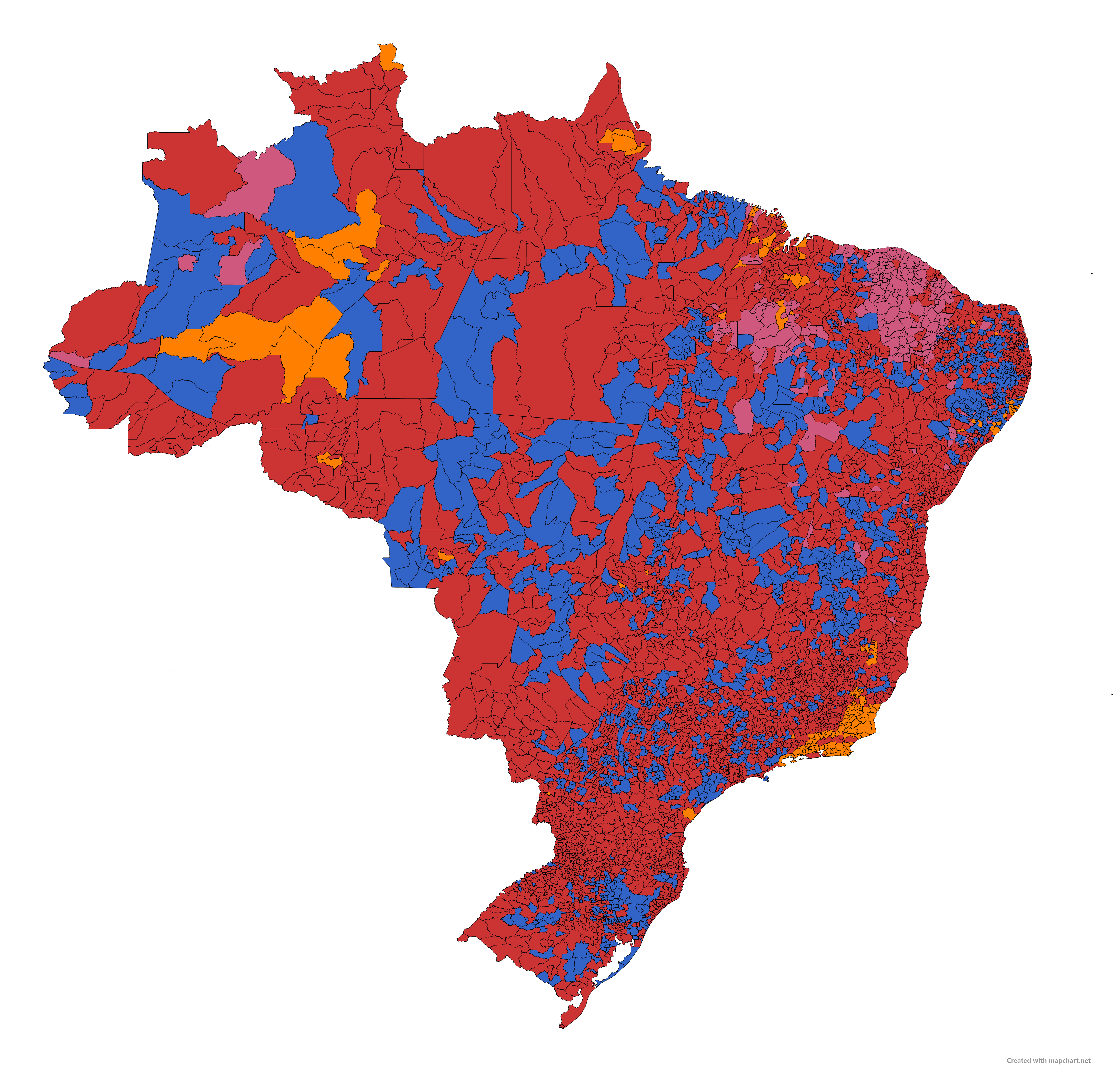
Resultados eleitorais no primeiro turno por município. Em vermelho, onde Luiz Inácio Lula da Silva venceu; em azul onde José Serra venceu; em amarelo onde Anthony Garotinho venceu; em rosa onde Ciro Gomes venceu.

No primeiro turno, Lula obteve quase 40 milhões de votos, entretanto, não foi o suficiente para uma vitória em primeiro turno, uma vez que esse total não representou 50% mais um voto do total de votos válidos. O resultado da eleição acabou sendo prorrogado para um segundo turno, o primeiro desde o pleito de 1989, quando Lula também foi um dos candidatos no segundo turno. O petista talvez não tenha atingido os votos necessários para uma vitória em primeiro turno devido ao alto índice de votação atingido por Garotinho (que obteve mais de 15 milhões de votos em todo o país) no Rio e Ciro (que obteve mais de 10 milhões de votos no total) no Ceará, seus respectivos estados de origem. O Rio é o terceiro maior estado em número de eleitores e o Ceará, o oitavo. Juntos, totalizam mais de 16 milhões de eleitores. Lula sempre havia tido um histórico de boa votação em ambos estados (teve 71% dos votos no Ceará e quase 80% no Rio no segundo turno). Serra, por sua vez, apesar de conseguir ir para o segundo turno, obteve a maioria dos votos apenas no estado de Alagoas.

### Segundo turno

Resultados eleitorais no segundo turno por estado. Em azul, onde José Serra venceu; em vermelho, onde Luiz Inácio Lula da Silva venceu.

Resultados eleitorais no segundo turno por município. Em azul, onde José Serra venceu; em vermelho, onde Luiz Inácio Lula da Silva venceu.

No segundo turno, com o apoio dado por Ciro e Garotinho a Lula, Serra ficou isolado na disputa, obtendo a maioria dos votos novamente apenas em Alagoas. Mesmo assim, Serra conseguiu elevar seu número de votos em quase 13 milhões, enquanto Lula elevou em quase 14 milhões, se tornando o segundo presidente mais votado do mundo, atrás apenas de Ronald Reagan nas eleições estadunidenses de 1984. Em 2004, Lula caiu para a terceira posição com a reeleição de George W. Bush.

### Resumo das Eleições
| Candidato(a)                   | Vice                          | Votação Fonte: TSE            | Votação Fonte: TSE            | Votação Fonte: TSE             | Votação Fonte: TSE             |
| Candidato(a)                   | Vice                          | 1º turno 6 de outubro de 2002 | 1º turno 6 de outubro de 2002 | 2º turno 27 de outubro de 2002 | 2º turno 27 de outubro de 2002 |
| Candidato(a)                   | Vice                          | Total                         | Percentagem                   | Total                          | Percentagem                    |
| ------------------------------ | ----------------------------- | ----------------------------- | ----------------------------- | ------------------------------ | ------------------------------ |
| Luiz Inácio Lula da Silva (PT) | José Alencar (PL)             | 39 455 233                    | 46,44%                        | 52 793 364                     | 61,27%                         |
| José Serra (PSDB)              | Rita Camata (PMDB)            | 19 705 445                    | 23,20%                        | 33 370 739                     | 38,73%                         |
| Anthony Garotinho (PSB)        | José Antonio Figueiredo (PSB) | 15 180 097                    | 17,87%                        |                                |                                |
| Ciro Gomes (PPS)               | Paulinho da Força (PTB)       | 10 170 882                    | 11,97%                        |                                |                                |
| José Maria de Almeida (PSTU)   | Dayse Oliveira (PSTU)         | 402 236                       | 0,47%                         |                                |                                |
| Rui Costa Pimenta (PCO)        | Pedro Paulo de Abreu (PCO)    | 38 619                        | 0,05%                         |                                |                                |
| Total de votos válidos         | Total de votos válidos        | 84 952 512                    | 89,61%                        | 86 164 103                     | 94,00%                         |
| Votos em branco                | Votos em branco               | 2 873 753                     | 3,03%                         | 1 727 760                      | 1,89%                          |
| Votos nulos                    | Votos nulos                   | 6 976 685                     | 7,36%                         | 3 772 138                      | 4,11%                          |
| Total                          | Total                         | 94 805 835                    | 82,26%                        | 91 664 259                     | 79,53%                         |
| Abstenções                     | Abstenções                    | 20 447 981                    | 17,74%                        | 23 589 188                     | 20,47%                         |
| Total de inscritos             | Total de inscritos            | 115 253 816                   | 63,66%                        | 115 254 113                    | 63,66%                         |
| População nacional estimada    | População nacional estimada   | 181 045 591                   | 100%                          | 181 045 591                    | 100%                           |

| Partido | Partido | Candidato | Votos      | Votos (%) |
| ------- | ------- | --------- | ---------- | --------- |
|         | PT      | Lula      | 39 455 233 | 46,44%    |
|         | PSDB    | Serra     | 19 705 445 | 23,2%     |
|         | PSB     | Garotinho | 15 180 097 | 17,87%    |
|         | PPS     | Ciro      | 10 170 882 | 11,97%    |
|         | PSTU    | Zé        | 402 236    | 0,47%     |
|         | PCO     | Rui       | 38 619     | 0,05%     |
| Totais  | Totais  | Totais    | 84 952 512 |           |

| Partido | Partido | Candidato | Votos      | Votos (%) |
| ------- | ------- | --------- | ---------- | --------- |
|         | PT      | Lula      | 52 793 364 | 61,27%    |
|         | PSDB    | Serra     | 33 370 739 | 38,73%    |
| Totais  | Totais  | Totais    | 86 164 103 |           |